# Icking

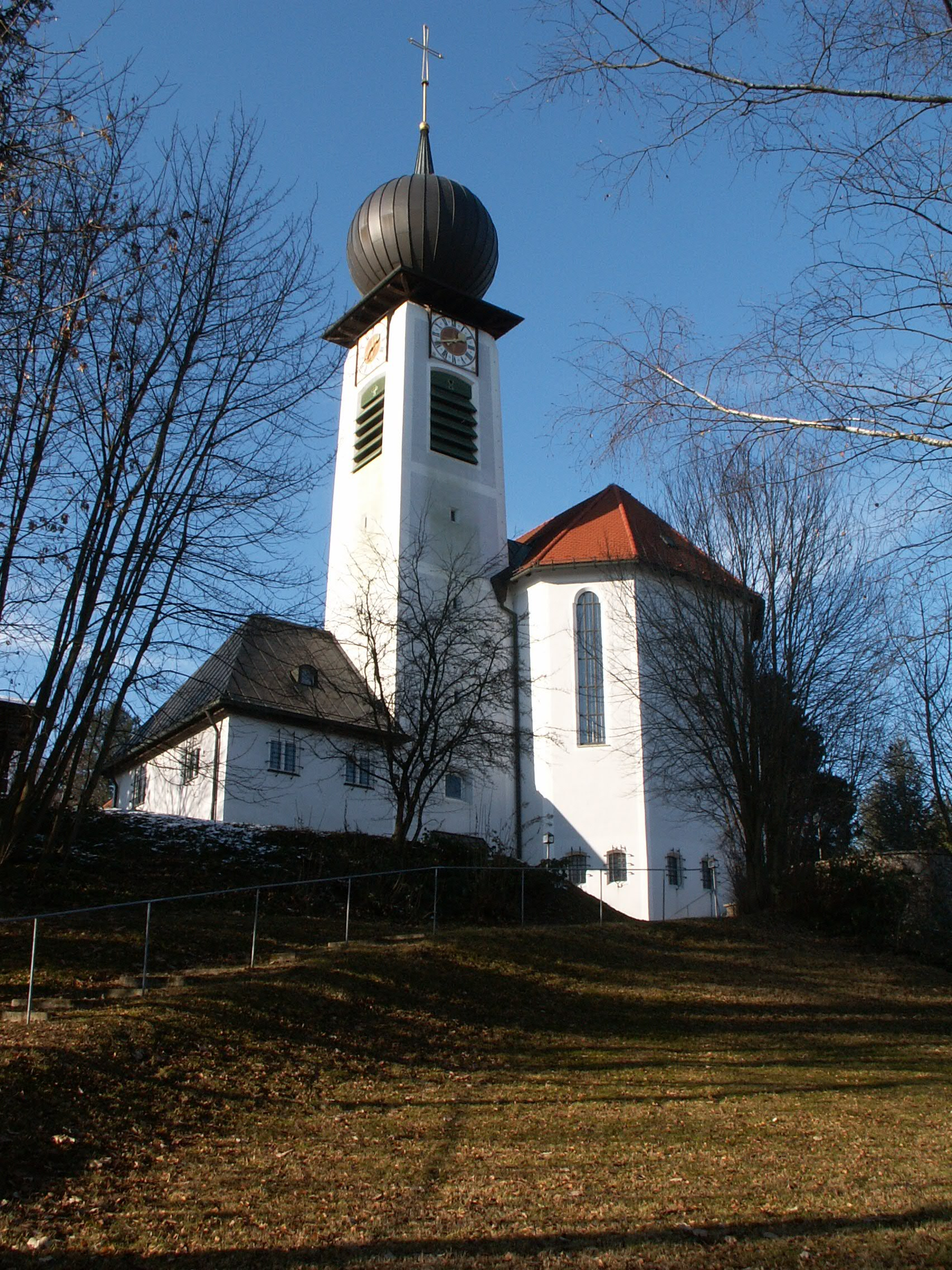
Neue Pfarrkirche Heilig Kreuz in Icking

Icking ist eine Gemeinde im oberbayerischen Landkreis Bad Tölz-Wolfratshausen.

## Geographie

### Lage
Der Ort Icking liegt viereinhalb Kilometer nördlich der Stadt Wolfratshausen. Der Kernort befindet sich 800 m nordwestlich der Isar, von der am innerhalb des Gemeindegebiets von Egling gelegenen Ickinger Wehr der rechtsseitig angelegte Mühltalkanal abzweigt. Vor dem Wehr beginnt der linksseitige Eglinger Auenbach, der nach 1,3 km Fließstrecke in den Fluss mündet.

### Gemeindeteile
Die Gemeinde hat 11 Gemeindeteile (in Klammern ist der Siedlungstyp angegeben):
- Alpe (Siedlung)
- Attenhausen (Dorf)
- Dorfen (Kirchdorf)
- Holzen (Siedlung)
- Icking (Pfarrdorf)
- Irschenhausen (Kirchdorf)
- Meilenberg (Weiler)
- Schlederloh (Siedlung)
- Schützenried (Einöde)
- Wadlhausen (Weiler)
- Walchstadt (Kirchdorf)

## Geschichte

### Bis zur Gemeindegründung
Durch den Namen lässt sich schließen, dass Icking wahrscheinlich während der Völkerwanderungszeit als Siedlung entstanden ist. Der Ortsname weist auf einen freien Germanen namens Ikko hin. Die erste urkundliche Erwähnung Ickings war am 29. März 806 in einer Urkunde des Klosters Schäftlarn. Es wird die Schenkung des Ickinger Besitzes von Herrich und seinem Sohn Waltker an das Kloster Schäftlarn unter den Namen Ichingen und Ikkingen erwähnt.

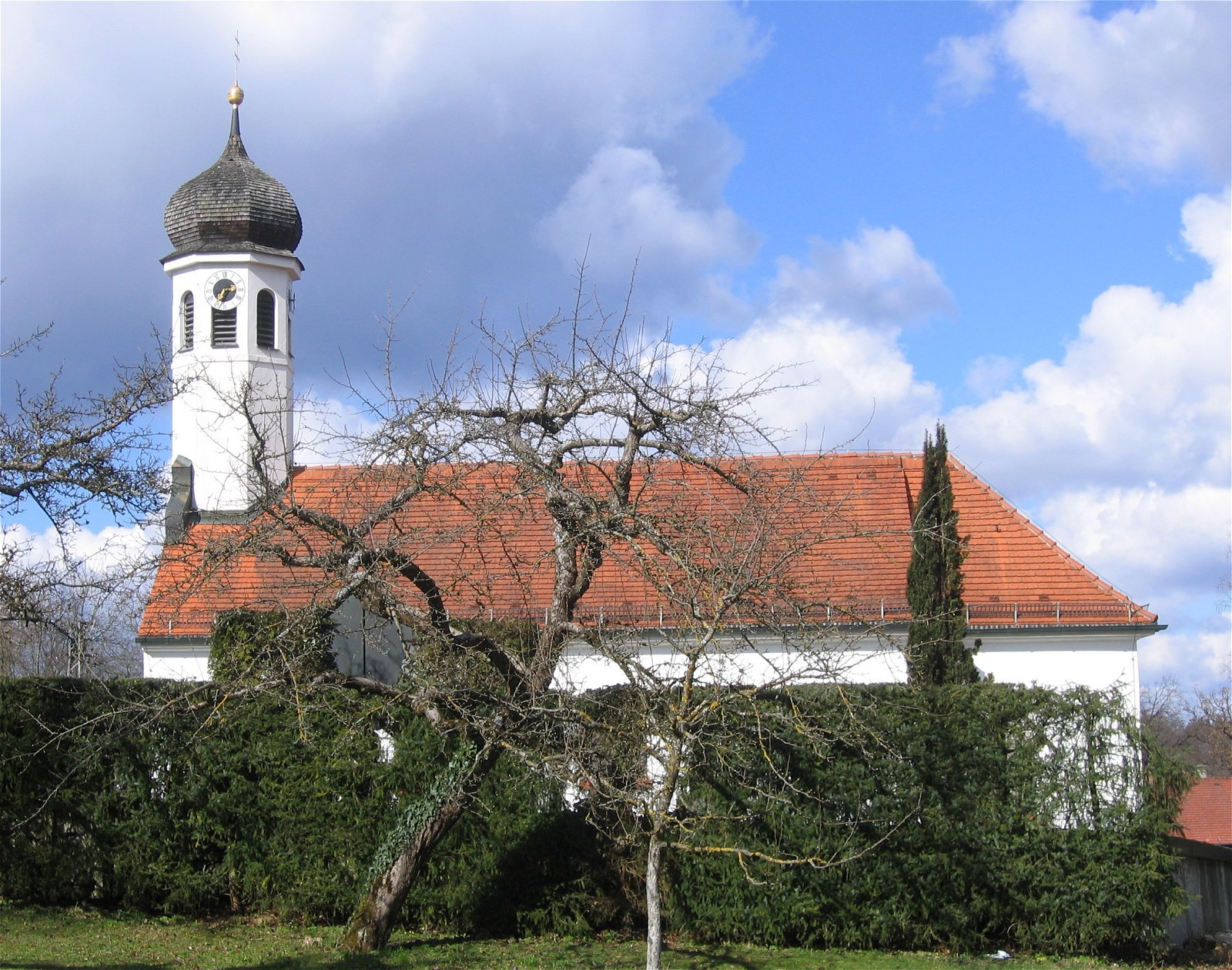
St. Anian in Irschenhausen

Der Ort gehörte zum Rentamt München und zum Landgericht Wolfratshausen des Kurfürstentums Bayern und war bis zur Säkularisation eine offene Hofmark des Klosters Schäftlarn. Icking wurde 1818 im Zuge der Verwaltungsreformen im Königreich Bayern eine selbstständige politische Gemeinde.

### Eingemeindungen
Im Zuge der Gebietsreform in Bayern wurde am 1. Mai 1978 die Gemeinde Dorfen eingegliedert.

### Einwohnerentwicklung
Zwischen 1988 und 2018 wuchs die Gemeinde von 3191 auf 3663 um 472 Einwohner bzw. um 14,8 %.

## Politik

### Gemeinderat
Der Gemeinderat besteht aus dem Ersten Bürgermeister und den Gemeinderatsmitgliedern.
Bei den Gemeinderatswahlen am 16. März 2014 und am 15. März 2020 waren jeweils 16 Mandate zu vergeben. Die Wahlbeteiligung lag bei 59,27 % (2014) beziehungsweise 72,65 % (2020). Sie brachten folgende Ergebnisse:
|  | Gemeinderatswahl Icking 2020Wahlbeteiligung: 72,7 % 3020100 25,625,415,514,111,38,1n. k. UBLaGrünebPf. WGcCSUIck. I.eSPDfSPD/GrüneGewinne und Verlusteim Vergleich zu 2014 %p 30 25 20 15 10 5 0 −5−10−15−20−2,0+25,4−3,7−4,2+8,1−19,4UBLGrünePf. WGCSUIck. I.SPD/GrüneAnmerkungen:a Unabhängige Bürgerlisteb 2014: zusammen mit SPDc Parteifreie Wählergemeinschafte Ickinger Initiativef 2014: zusammen mit Grüne | Sitzverteilung im Gemeinderat Icking seit 2020Insgesamt 16 Sitze - SPD: 1 - Grüne: 4 - Pf. WG: 3 - Ick. I.: 2 - UBL: 4 - CSU: 2 |

| Wahlvorschlag                  | Sitze 2020 | Anteil 2020 | Sitze 2014 | Anteil 2014 |
| CSU                            | 2          | 14,06 %     | 3          | 18,32 %     |
| SPD/GRÜNE                      | 4          | 25,40 %     | 3          | 19,38 %     |
| SPD                            | 1          | 8,14 %      | –          | –           |
| Parteifreie Wählergemeinschaft | 3          | 15,54 %     | 3          | 19,22 %     |
| Unabhängige Bürgerliste e. V.  | 4          | 25,57 %     | 4          | 27,56 %     |
| Ickinger Initiative            | 2          | 11,27 %     | 3          | 15,51 %     |

### Bürgermeister
Erste Bürgermeisterin ist seit 1. Mai 2020 Verena Reithmann (UBI), die die Stichwahl am 29. März 2020 mit 62,86 % der gültigen Stimmen für sich entschied. Die Wahlbeteiligung lag bei 73,99 %. Ihre Vorgängerin war seit 25. Juli 2006 Margit Menrad (Unabhängige Bürgerliste).

### Wappen
| Wappen von Icking | Blasonierung: „Geteilt; oben gespalten von Grün und Silber, vorne ein silbernes Tatzenkreuz, hinten ein rot gezungter, wachsender schwarzer Hundekopf; unten in Silber ein grüner Dreiberg, der mit einem silbernen Wellenbalken belegt ist.“ |
| Wappen von Icking | Wappenbegründung: Das Gemeindewappen enthält Symbole mit Bezug zur Geschichte und zur geografischen Lage der drei Orte Dorfen, Icking und Irschenhausen. Der Dreiberg unten steht für diese drei Siedlungen auf drei Höhenrücken und versinnbildlicht gleichzeitig die markante Lage der Gemeinde über dem Isartal. Der Wellenbalken, ein heraldisches Flusssymbol, verweist auf die Isar, die als Floß- und Handelsweg für das gesamte Gemeindegebiet von wirtschaftlicher Bedeutung war, mit ihren vernichtenden Hochwässern aber auch immer eine Bedrohung darstellte. Das Tatzenkreuz oben steht sowohl für das Heilig-Kreuz-Patrozinium der Ickinger Kirche als auch als Attribut des heiligen Ulrich für die Ulrichskirche, die bis ins 19. Jahrhundert auf dem Ulrichshügel, einem Aussichtspunkt zwischen Icking und Irschenhausen, stand. Eine Statue des heiligen Ulrich befindet sich heute in St. Anian in Irschenhausen. Der schwarze Hundekopf wurde aus dem Wappen der bis 1978 selbstständigen Gemeinde Dorfen übernommen. Mit roten Augen und roter Zunge stellt er die Sagengestalt des Gasterpudels dar, der Reisende und Fuhrleute in einem dunklen Hohlweg, dem gachen (steilen) Steig (Gasteig) unterhalb des Schlossbergs, erschreckt haben soll. Dieses Wappen wird seit 1983 geführt. |

## Verkehr

### S-Bahn

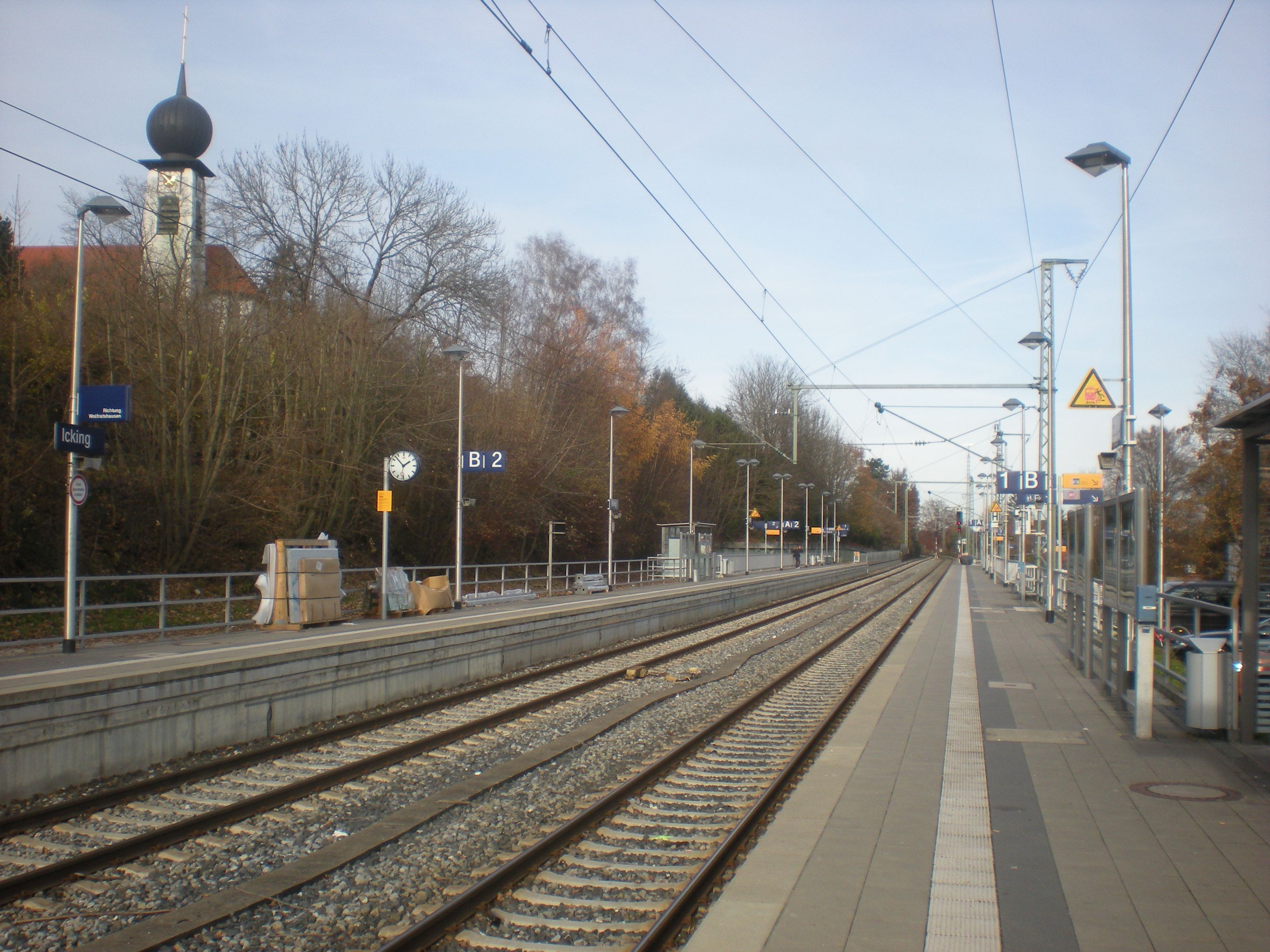
Bahnhof Icking

Durch Icking führt die Isartalbahn, die ehemals von München nach Bichl führte, seit 1972 jedoch in Wolfratshausen endet. An dieser befindet sich der 1891 zeitgleich mit der Isartalbahn eröffnete Bahnhof Icking, der heute zwei Gleise an Seitenbahnsteigen besitzt. Die Strecke wird im 20-Minuten-Takt von der Linie S7 der S-Bahn München bedient, die von Wolfratshausen nach München Hauptbahnhof führt. Icking befindet sich im Bereich des Münchner Verkehrs- und Tarifverbundes (MVV). 
| Linie | Linienverlauf |
| ----- | --- |
| S7    | Wolfratshausen – Icking – Ebenhausen-Schäftlarn – Hohenschäftlarn – Baierbrunn – Buchenhain – Höllriegelskreuth – Pullach – Großhesselohe Isartalbahnhof – Solln – Siemenswerke – Mittersendling – Harras – Heimeranplatz – Donnersbergerbrücke – Hauptbahnhof |

### Bus
Icking wird durch eine Regionalbuslinie des MVV erschlossen.
| Linie | Linienverlauf                                                                                            | Verkehrsunternehmen |
| ----- | --- | ------------------- |
| 974   | Icking (S) - Mörlbach - Farchach - Berg, Grafstraße - Mörlbach - Aufkirchen - Höhenrain - Allmannshausen | DB Regio Bus Bayern |

## Öffentliche Einrichtungen

### Bildungseinrichtungen
Das Rainer-Maria-Rilke-Gymnasium Icking (ehem. Gymnasium Icking) wurde 1921 durch eine Elterninitiative gegründet. Am 23. August 1960 wurde der Vertrag unterzeichnet, der aus dem Gymnasium eine staatliche Einrichtung machte. Heute verfügt das Gymnasium über drei Ausbildungsrichtungen: sprachlich, naturwissenschaftlich-technologisch und humanistisch. Im Schuljahr 2018/2019 besuchten 738 Schüler das Gymnasium. Die Umbenennung in Rainer-Maria-Rilke-Gymnasium Icking erfolgte im April 2011.
Die Grundschule Icking bietet seit dem Jahr 2012/13 im Rahmen der Flexiblen Grundschule jahrgangsgemischte Klassen an. Dadurch können Schüler die ersten beiden Klassen in einem, zwei oder drei Jahren absolvieren.
In Irschenhausen ist die St. Anna Colleg gGmbH Träger der privaten Grundschule Eggenberg und des privaten Gymnasiums Eggenberg. Im Gymnasium wird der sprachliche und der naturwissenschaftlich-technologische Zweig angeboten.

### Freizeit- und Sportanlagen
Beachvolleyball-Anlage, Fußballplatz (Hartplatz), Halfpipe, Fußballfeld, Spielplätze, Sporthallen und Sportplätze der Grundschule und der Gymnasien, Tennisplätze des Tennisclub Icking e. V.
Eine Besonderheit ist die 1926/27 durch den Ickinger Wintersportverein Isartal e. V. (WSVI) errichtete Skisprungschanze. 1947 wurde die Schanze erweitert und mit den Münchner Nordischen Skimeisterschaften 1949 eingeweiht. Bis 1972 wurden hier Wettkämpfe ausgetragen. Die Sprungschanze wird seitdem nicht mehr gepflegt und ist außer Betrieb.

## Kulturelle Veranstaltungen
- Ickinger Konzertzyklus: drei Konzerte an drei Sonntagen im Herbst, seit 2000[14]
- Ickinger Frühling: Internationales Streichquartettfestival, seit 2014[15]
- meistersolisten im isartal: Internationale Kammermusikreihe, seit 2011[16]

## Persönlichkeiten
- Anita Augspurg (1857–1943) und Lida Gustava Heymann (1868–1943), Frauenrechtlerinnen, wohnten von 1916 bis zu ihrer Flucht vor den Nationalsozialisten in Icking.
- Dieter Borsche (1909–1982), deutscher Schauspieler. Hatte seinen Wohnsitz in Icking zu Beginn der 1960er Jahre.
- Rosalie Braun-Artaria (1840–1918), Schriftstellerin und Journalistin. Verbrachte ihre letzten Lebensjahre in Schlederloh und starb dort.
- Bernhard Buttersack (1858–1925), Maler, starb in Icking.
- Karl Wilhelm Diefenbach (1851–1913), Maler, gründete in Dorfen die Mal- und Lebensschule Humanitas.
- Klaus Doldinger (* 1936), einer der bekanntesten deutschen Jazzmusiker (Passport), lebt in Icking. Er verband als erster Jazzmusiker in Deutschland Pop- und Jazzmusik in der Formation Paul Nero Sounds 1968. Er spielte Saxophon als Autodidakt, hatte aber eine Ausbildung als Pianist und wurde auch bekannt als Filmmusik-Komponist und Bandleader.
- Adolf Erbslöh (1881–1947), Maler, Wegbereiter der modernen Kunst, lebte und starb in Irschenhausen.
- Erich Erler (1870–1946), Maler, starb in Icking
- O. W. Fischer (1915–2004), Österreicher, Schauspieler. Lebte in den 1960er Jahren auf dem von ihm erbauten „Katzenschlössl“ in Irschenhausen.
- Gert Fröbe (1913–1988) lebte viele Jahre in Icking. Er wurde 1988 auf dem Waldfriedhof in Icking bestattet.
- Robert Heindl (1883–1958), Kriminalist, lebte in Irschenhausen
- Jost Herbig (1938–1994), Wissenschaftsautor und Kunstsammler, lebte in Icking.
- Friedrich Kasch (1921–2017), Mathematiker und Hochschullehre in München und Heidelberg, lebte in Icking.
- Max W. Kimmich (1893–1980), Filmregisseur und Drehbuchautor, lebte ab der Nachkriegszeit bis zu seinem Tod in Icking.
- Sybille Krafft (* 1958) ist eine deutsche Filmemacherin und Schriftstellerin, wohnt im Ickinger Ortsteil Hausen.
- Peter Kremer (* 1958), deutscher Schauspieler („Siska“) lebt in Irschenhausen.
- Marianne Langewiesche (1908–1979), Schriftstellerin, geboren in Irschenhausen.
- D. H. Lawrence (1885–1930), englischer Schriftsteller. Wohnte in Irschenhausen im September 1927.
- Rüdiger Lorenz, Filmproduzent und Regisseur, lebt in Icking.
- Fritz Ostler (1907–1999), Rechtsanwalt, lebte und arbeitete in Icking und wurde dort begraben.
- Golo Mann (1909–1994), deutscher Historiker, Schriftsteller und Philosoph, wohnte in Icking.
- Erich von Manstein (1887–1973), deutscher Heeresoffizier der Wehrmacht. Er starb in Irschenhausen.
- Rosina Ostler (* 1992), Köchin
- Herta Pfister (1918–2016), Malerin, Autorin, 1970–1982 Landesvorsitzende des katholischen deutschen Frauenbundes (KDFB), Trägerin des Bundesverdienstkreuzes und des Bayerischen Verdienstordens; gestorben in Icking[17]
- Rainer Maria Rilke (1875–1926) hielt sich Ende August/Anfang September 1914 und im Januar 1915 im Ortsteil Irschenhausen auf.[18] Das heutige Wohnhaus (damals Pension Schönblick) erinnert mit einer Gedenktafel daran. Nach ihm wurde das in Icking liegende Rainer-Maria-Rilke-Gymnasium Icking am 14. April 2011 umbenannt (vorher Gymnasium Icking).
- Else Rosenfeld (1891–1970), Sozialarbeiterin und Schriftstellerin, wohnte zeitweilig in Icking. Nach ihr benannt ist der Else-Rosenfeld-Weg.
- Adolf Schleicher (1887–1982), Maler und Kunstpädagoge mit eigener Schule, lebte seit 1926 in dem von ihm gebauten – jetzt denkmalgeschützten – Haus am Schleichersteig. Er war Begründer der „Ickinger Sonntagsgespräche“. Sein Grab ist auf dem Ickinger Waldfriedhof.
- Gebhard Werner von der Schulenburg (1881–1958), Schriftsteller, Publizist, Theater-Autor und Widerständler, lebte 1936 in Irschenhausen.
- Leo Geyr von Schweppenburg (1886–1974), deutscher General der Panzertruppe im Zweiten Weltkrieg, starb in Irschenhausen.
- Fridolin von Spaun (1901–2004), Enkel des Malers Karl Wilhelm Diefenbach und Familienforscher, lebte über Jahrzehnte in Dorfen bei Icking.
- Alice Spies-Neufert (1896–1990), Buchautorin und Aktivistin, lebte von 1950 bis kurz vor ihrem Tod in der Künstlerkolonie Schlederloh bei Icking.
- Richard Wachsmuth (1868–1941), Physiker, starb in Icking.
- Jan Weiler (* 1967), Journalist und Autor, lebte mit seiner Familie bis 2017 in Icking.
- Else Wenz-Viëtor (1882–1973), Kinderbuchillustratorin
- Sascha Wuillemet (* 8. August 1971 in Ratingen/Düsseldorf), Autor, Maler und Filmproduzent, lebt seit 1998 in Irschenhausen.
- Eberhard Zwicker (1924–1990), Akustiker, lebte und starb in Icking.